# Rerik
Rerik là một đô thị ở huyện Bad Doberan, bang Mecklenburg-Western Pomerania, Đức. Đô thị này nằm bên bờ Biển Baltic coast, 19 km về phía tây Bad Doberan, và 27 kmvề ph ía đông bắc của Wismar. Năm 1938, Rerik được đặt tên theo khu định cư Slavic Reric, mà người ta tin rằng đã nằm gần nơi ngày nay là Rerik.